# Lina Pires de Campos
Lina Pires de Campos, née Del Vecchio le 18 juin 1918 et morte le 14 avril 2003, est une pianiste, professeur de musique et compositrice brésilienne de musique classique et populaire.

## Biographie
Lina Pires de Campos naît le 18 juin 1918 à São Paulo, au Brésil. Elle est la fille du luthier italien Angelo Del Vecchio. Elle étudie le piano avec Ema Lubrano Franco et Léo Peracchi et la théorie musicale et la composition avec Franceschini Furio, Caldeira Filho et Osvaldo Lacerda (en). Elle étudie également la composition avec Camargo Guarnieri.
Pires de Campos travaille comme assistante de Magda Tagliaferro. En 1964, elle fonde sa propre école de piano. Elle remporte des prix en tant que compositrice, dont en 1961 la médaille Roquete Pinto et le deuxième prix de composition de la Radio Mec. Ses œuvres sont jouées dans le monde entier,.

## Œuvre
- Improvisação I pour flûte
- Improvisação II pour flûte
- Improvisação III pour flûte
- Ponteio e Toccatina pour guitare
- Quatro Prelúdios pour alto
- Confession song (paroles d'Alice Guarnieri)
- Embolada
- Je suis comme le printemps
- Fad
- Portrait
- Tune
- Vous dites qu'il m'aime

## Discographie
- 1984 : 25 Years of Composition (LP)
- 1998 : Lina Pires de Campos: Audible Universe